# Šeduva
Šeduva (ryska: Шедува) är en ort i Litauen.   Den ligger i kommunen Radviliškis och länet Šiauliai län, i den centrala delen av landet, 150 km nordväst om huvudstaden Vilnius. Šeduva ligger 98 meter över havet och antalet invånare är 3 321.
Terrängen runt Šeduva är platt, och sluttar österut. Runt Šeduva är det ganska glesbefolkat, med 32 invånare per kvadratkilometer. Närmaste större samhälle är Radviliskis, 15,8 km nordväst om Šeduva. Omgivningarna runt Šeduva är en mosaik av jordbruksmark och naturlig växtlighet.